# Пеструшка тисба
Пеструшка тисба, или пеструшка дубовая, (лат. Neptis thisbe) — дневная бабочка из семейства нимфалид.

## Описание

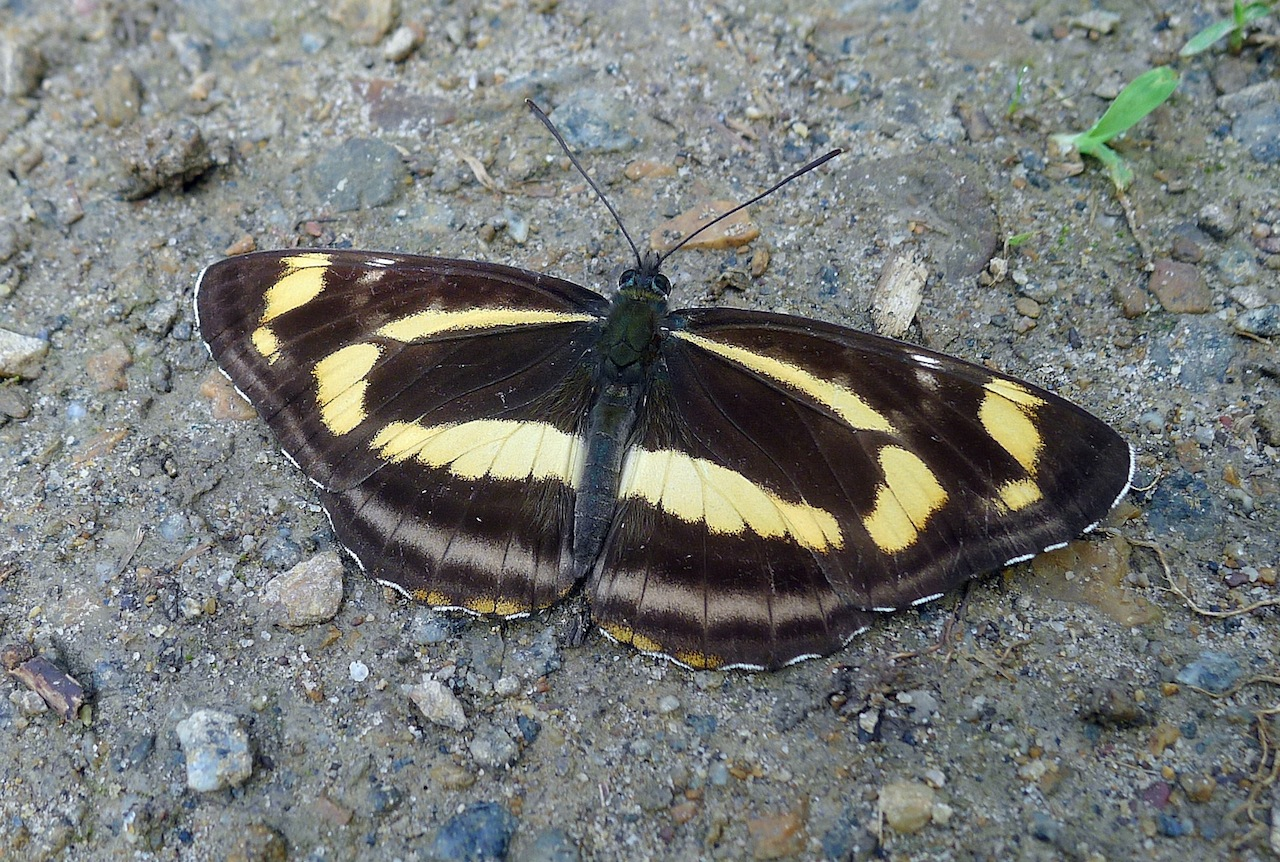

Длина переднего крыла: самцов 30—35 мм, самок 33—40 мм. Размах крыльев 55—85 мм. Фоновый цвет крыльев чёрно-бурый. Все пятна и перевязи на крыльях желтого цвета. Центральную ячейку переднего крыла пересекает продольная желтая полоса, слегка расширяющаяся у вершины. Заднее крыло имеет широкую желтую перевязь и размытую охристую полосу в прикраевой области. Зубчики у заднего края заднего крыла покрыты налетом желтоватых чешуек. Половой диморфизм не выражен — самка по окраске и рисунку не отличается от самца. Однако, самка крупнее, с более широкими крыльями.
Нижняя сторона крыльев крыльев яркая, контрастная. На заднем крыле голубовато-серый прикорневой мазок у вершины разделен надвое, в ячейках под ним видны дополнительные пятна. Еще одно сероватое пятно венчает светлую срединную перевязь (вторая ячейка от переднего края крыла).

## Ареал
Восток Забайкальского края (долина реки Аргунь), Дальний Восток России, Китай, Корейский полуостров.

## Биология
Развивается за год в одном поколении. Время лёта с конца июня до августа. Бабочки встречаются в широколиственных и смешанных лесах. Встречаются нередко. Гусеница питается на дубе монгольском, зимует. Затем активна во второй половине мая, в начале июня окукливается на ветках.